# Informationskompetens
Informationskompetens (Information literacy) är färdigheten att kunna hitta och utnyttja den information man behöver.
Man ska kunna veta när man behöver information eller kunskap och kunna hitta, dvs identifiera ett eget informationsbehov och definiera en frågeställning, inventera de egna kunskaperna, samla in och sammanställa information, kritisk granska, bearbeta och utnyttja den på ett effektivt sätt samt kunna presentera på ett lämpligt sätt.
I Sverige har Stig-Roland Rask myntat begreppet "fjärde basfärdigheten" för informationskompetens.